# Железняк (червь)
Железняк (лат. Aporrectodea dubiosa) — малощетинковый кольчатый червь из семейства люмбрицовых. Включен в Красную книгу РФ c категорией «2 — Сокращающиеся в численности». Включен в Красную книгу Краснодарского края.
Длина червей этого вида составляет 9—24 см, ширина 0,5—1 см. Окраска от зеленовато-серой до зеленовато-черной. Число сегментов тела от 120 до 300. По размерам данный вид червя не уступает выползку.
Обитает в придунайских странах, в Крыму, на Колхидской низменности и севере Малой Азии. В России встречается в нижнем течении Дона и Кубани.
Характерное место обитания вида — берега рек и замкнутые водоемы, неглубоко в почве (на глубине 10-20 см.), чаще всего под корнями луговых трав, под болотными кочками и под камышом, удаленным на 2-3 метра от береговой линии. В засушливый период, как и многие другие виды дождевых червей, мигрирует в глубь почвы, свертывается в клубок внутри земляной капсулы и переходит в состояние диапаузы.
В благоприятных условиях численность может достигать нескольких десятков особей на квадратный метр.
У рыболовов имеется свой интерес, но, как отмечают сами любители рыбалки, копать данного червя достаточно сложно. Однако, данные труды по добыче приманки не напрасны, так как ловится на зелёного червя даже лучше, чем на другие разнообразные приманки. Несомненным преимуществом является тот факт, что зелёный червь достаточно крепкий, мелкая рыба не способна его разодрать.